# Jacobo Morales
Jacobo Morales (Lajas, 12 novembre 1934) è un attore, scrittore, poeta regista portoricano.

## Biografia
Morales è nato nella città di Lajas, in Porto Rico, da genitori di origini sefardite.
Ha iniziato a recitare in radio e in teatro a soli 14 anni. Ha iniziato a lavorare in televisione all'inizio del 1954, lavorando come attore, scrittore e regista. Alcuni dei suoi lavori includono Desafiando a los Genios, Esto no tiene Nombre, La Tiendita de la Esquina, e molti altri.
Durante questo periodo, ha anche iniziato a lavorare con la satira politica e il gruppo comico Los Rayos Gamma, insieme alla giornalista Eddie López. Il gruppo si esibisce ancora occasionalmente nei teatri e negli anni '80 e '90 ha avuto diversi spettacoli in televisione. A teatro ha recitato in oltre 30 opere teatrali e ne ha scritto e diretto cinque.
Negli anni 70, si esibisce in produzioni hollywoodiane come Woody Allen's Bananas e Up the Sandbox con Barbra Streisand.
Il suo primo lavoro da regista è stato il film Dios los cría nel 1980. Il film è stato un evento importante nella storia del cinema portoricano e ha ricevuto numerosi riconoscimenti. È stato anche selezionato come uno dei 25 film più significativi dell'America Latina. Lo ha seguito con Nicolás y los demás in cui ha avuto anche il ruolo da protagonista. Per questa interpretazione ha ricevuto il premio per il miglior attore al Festival di Cartagena de Indias in Colombia, nel 1986. Il suo terzo film, Lo que le pasó a Santiago, è stato candidato per l'Oscar per il miglior film in lingua straniera nel 1990. Nel 1994, lo seguì con Linda Sara, interpretata dalla cantante Chayanne e dall'ex Miss Universo Dayanara Torres. Il film ha ricevuto il premio per il miglior contributo artistico al Latin American Film Festival di Trieste; il People's Choice Award al Festival del Mar del Plata in Argentina; e il premio come miglior sceneggiatura e miglior musica al Latin American Film Festival di New York City.
Nel 2004, Morales ha diretto Dios los cría II, il sequel del suo primo film, trasmesso dalla WIPR-TV a Puerto Rico.

## Filmografia

### Attore
- 1965 - La Criada Maldcriada
- 1971 - Bananas (con Woody Allen)
- 1972 - Up the Sandbox (con Barbra Streisand), interpretando Fidel Castro
- 1979 - Dios los cría
- 1986 - Nicolás y los demás
- 1989 - Lo que le pasó a Santiago
- 1990 - Los cuentos de Abelardo
- 1994 - Linda Sara
- 1998 - The Effects of Magic
- 2003 - Desandando la Vida
- 2004 - Dios los cría II
- 2007 - Ángel
- 2012 - Broche de Oro
- 2017 - Broche de Oro: Comienzos

### Regista
- 1979 - Dios los cría
- 1986 - Nicolás y los demás
- 1989 - Lo que le pasó a Santiago
- 1994 - Linda Sara
- 2004 - Dios los cría II
- 2007 - Ángel